# Bolyai-prijs
De Internationale János Bolyai-prijs voor wiskunde, de Bolyai János nemzetközi matematikai díj, is een internationale prijs voor wiskundigen, die door de Hongaarse Academie van Wetenschappen is ingesteld. De prijs is naar de 19e-eeuwse wiskundige János Bolyai genoemd en wordt iedere vijf jaar aan wiskundigen uitgereikt, die een monografie hebben gepubliceerd met daarin een beschrijving van hun eigen belangrijke nieuwe resultaten in de afgelopen 10 jaar.

## Winnaars
- 1905 –  Frankrijk – Henri Poincaré
- 1910 –  Duitsland – David Hilbert
- 2000 –  Israël – Saharon Shelah
- 2005 –  Rusland en  – Michail Gromov
- 2010 -  en  – Yuri Manin
- 2015 –  Verenigde Staten en  Israël – Barry Simon
- 2020 –  Australië en  – Terence Tao